# Evangelische Kirche (Hottenbach)

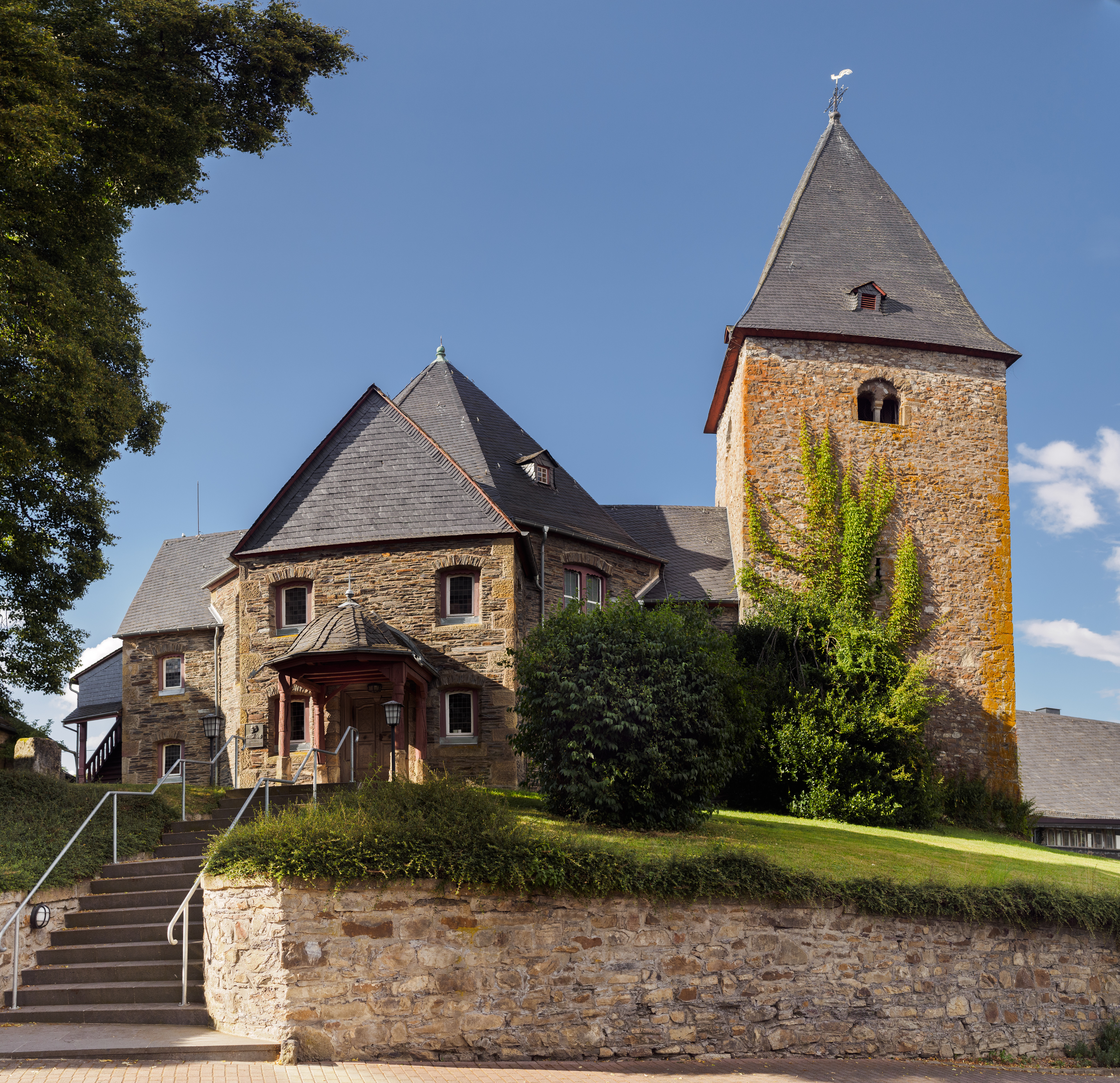
Außenansicht

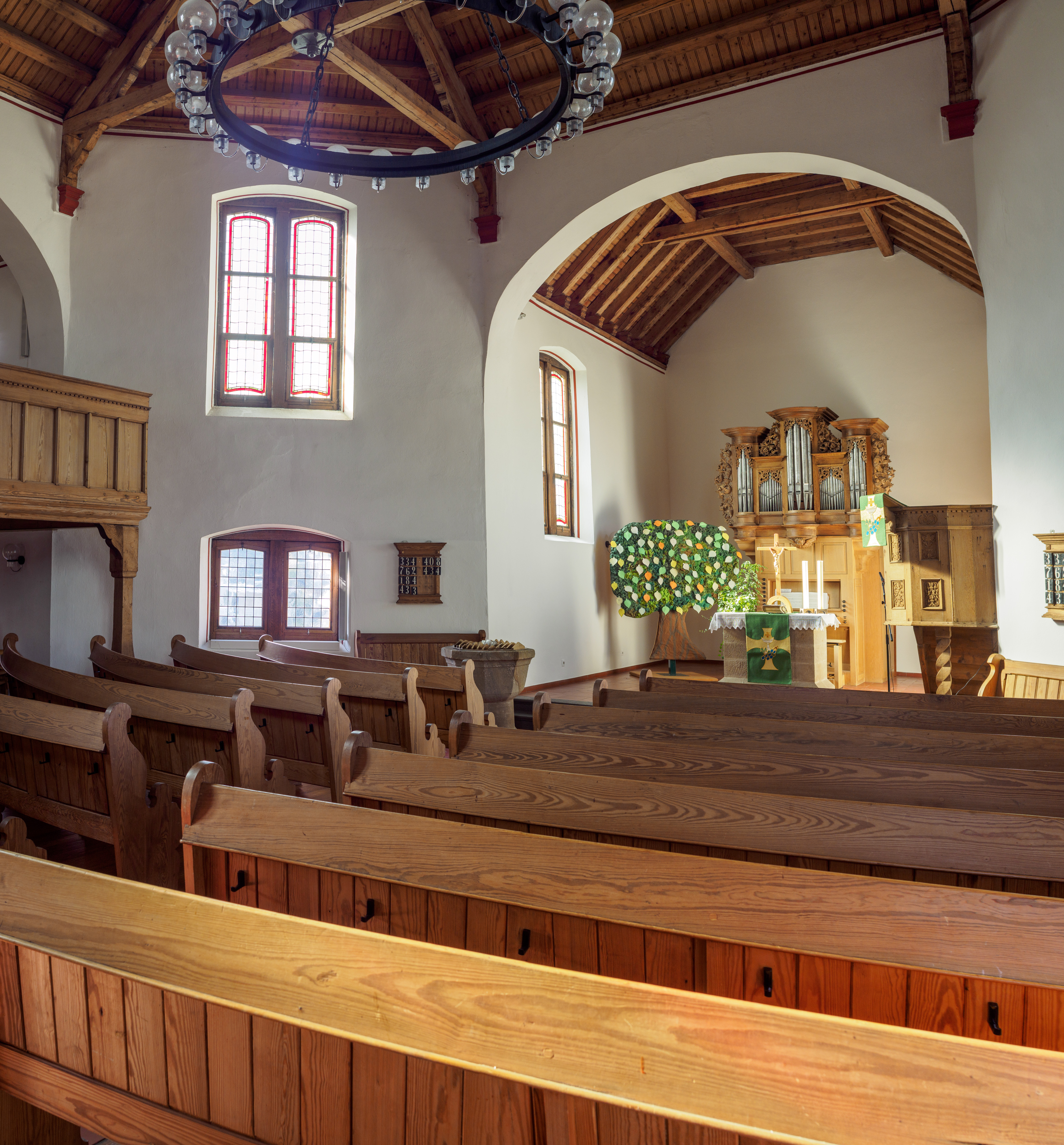
Innenraum Richtung Altar

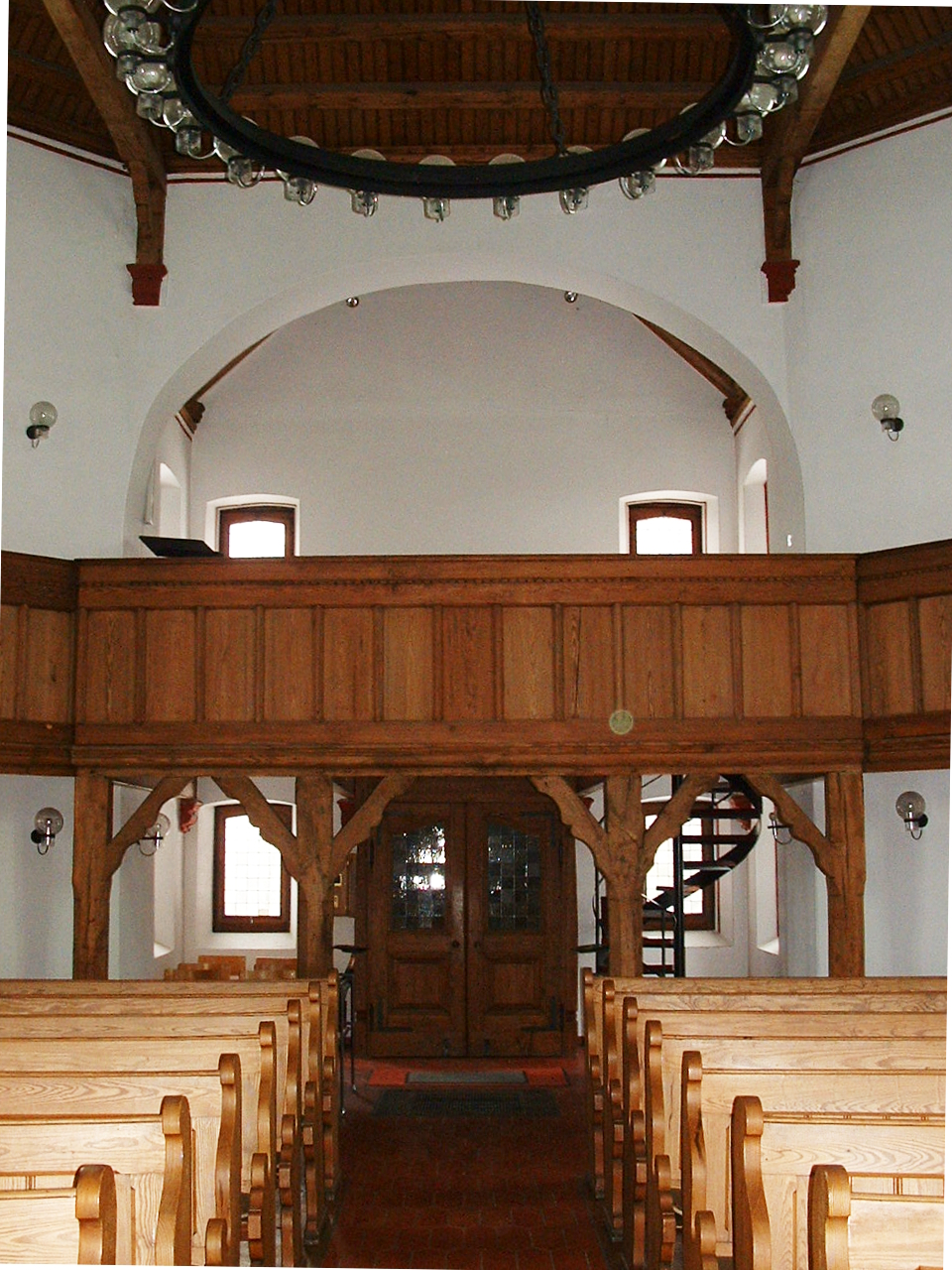
Innenraum Richtung Eingang

Die Evangelische Kirche Hottenbach ist eine Jugendstilkirche mit einem romanischen Turm in Hottenbach im Hunsrück. Sie hatte mehrere Vorgängerkirchen und wurde auf den Ruinen einer römischen villa rustica erbaut, die man 1903 beim Abriss der Vorgängerkirche entdeckte. Im Turm befinden sich frühgotische Fresken und ein so genannter Viergötterstein, der ebenfalls 1903 entdeckt wurde.
Die Kirche besitzt eine 1904 stark veränderte Stumm-Orgel von 1782.

## Geschichte
Das Kirchspiel Hottenbach, zu dem auch die Dörfer Hellertshausen, Asbach und Weiden gehörten, wird erstmals 1247 erwähnt. Es gehörte im Mittelalter zum Landkapitel Kirn im Kurfürstentum und Erzbistum Mainz. Das Kirchenpatronat besaß zunächst die Familie von Wiltberg, die 1290 eine neue Pfarrkirche errichteten. Am 21. Oktober 1342 trat Volker von Wiltberg seine Rechte an der Kirche an den Trierer Erzbischof Balduin ab. Der Pfarrsatz scheint zunächst zwischen den beiden Fronhöfen der Wiltberger oberhalb und unterhalb der Kirche gewechselt zu haben.
Die Einführung der Reformation fand erst relativ spät statt. Ursache war die konfessionelle Pattsituation in Hottenbach: Kurtrier und die Herren Cratz von Scharfenstein blieben beim alten Glauben, die Wild- und Rheingrafen waren lutherisch, die Vordere Grafschaft Sponheim reformiert. Um 1600 ist der erste lutherische Pfarrer nachweisbar. In diesen Jahren scheint die Kirche nach einem Brand erneuert worden zu sein. Um 1608 setzte Kurpfalz gegen den Widerstand der übrigen Ortsherren einen reformierten Prediger ein. Spätestens ab 1621 war Hottenbach wieder lutherisch. Während des Dreißigjährigen Krieges gab es zweimal den Versuch einer Gegenreformation: Von 1625 bis 1629 und von 1636 bis 1640 hatte Hottenbach einen katholischen Pfarrer. Auch die Glocke von 1628 stammt aus dieser kurzen katholischen Zeit.
1701 wurde das Gestühl vermehrt und die Emporen erweitert. Die Kirche erhielt eine kunstvolle Kanzel sowie eine barocke Kirchentür mit Vorhalle. In der Franzosenzeit gehörte die Kirchengemeinde Hottenbach zur Konsistorialkirche Wirschweiler. Diese wurde 1817 unter den Preußen mit der Konsistorialkirche Trarbach zur Kreissynode Trarbach vereinigt. Weil sich die Synode als zu groß erwies, wurde sie 1825 geteilt. Die Kirchengemeinden der Kreise Bernkastel und Trier bildeten nun die Kreissynode Wolf, die seit 1843 nach ihrem größten Ort Kreissynode Trier genannt wurde. Die Filiale Weiden wurde 1817 von der Kirchengemeinde Hottenbach abgetrennt, da sie nach der neuen Grenzziehung im Fürstentum Oldenburg lag. 1819 wurden die Kirchengemeinden Hottenbach und Stipshausen pfarramtlich verbunden.

## Architektur und Ausstattung

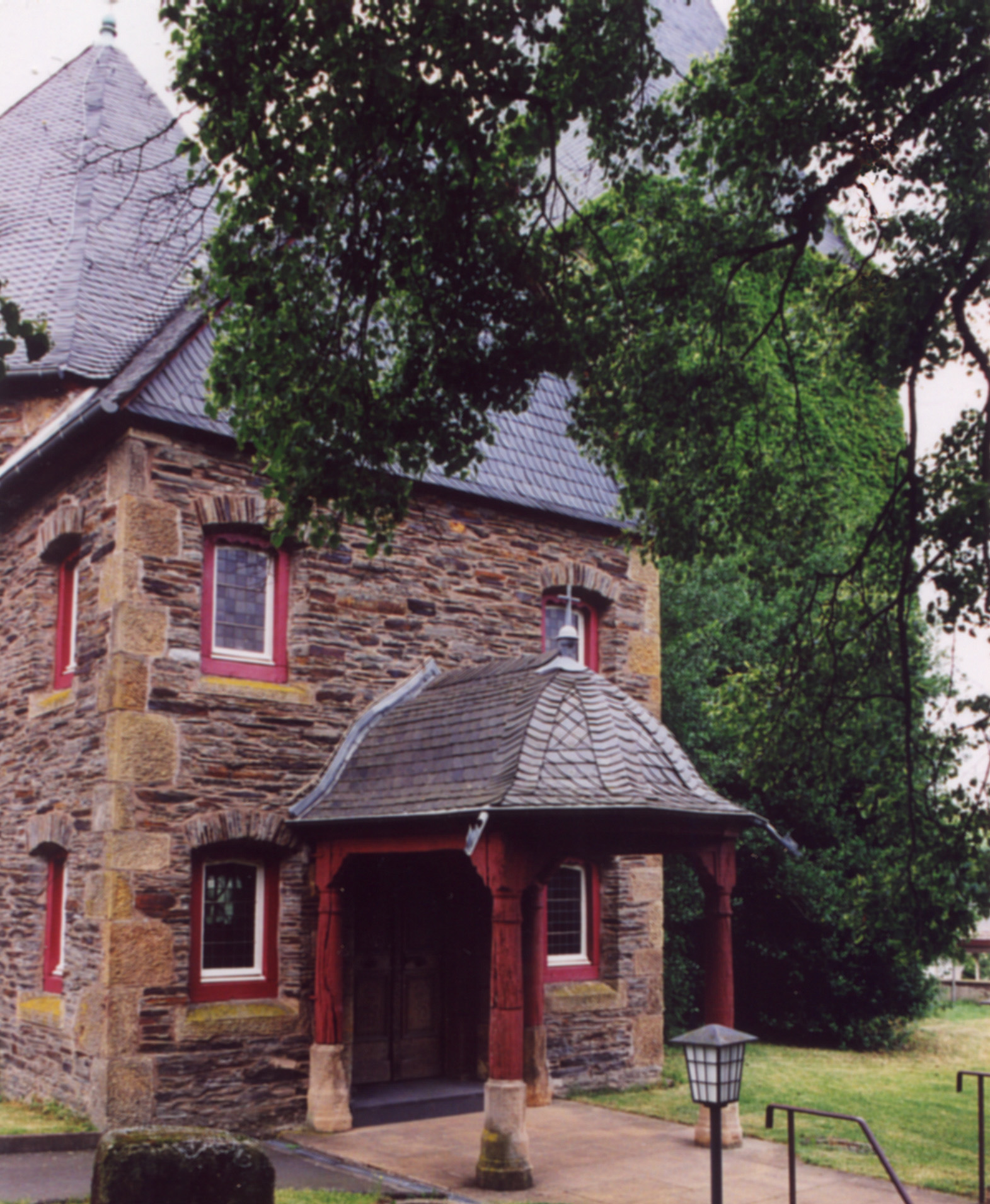
Vorhalle

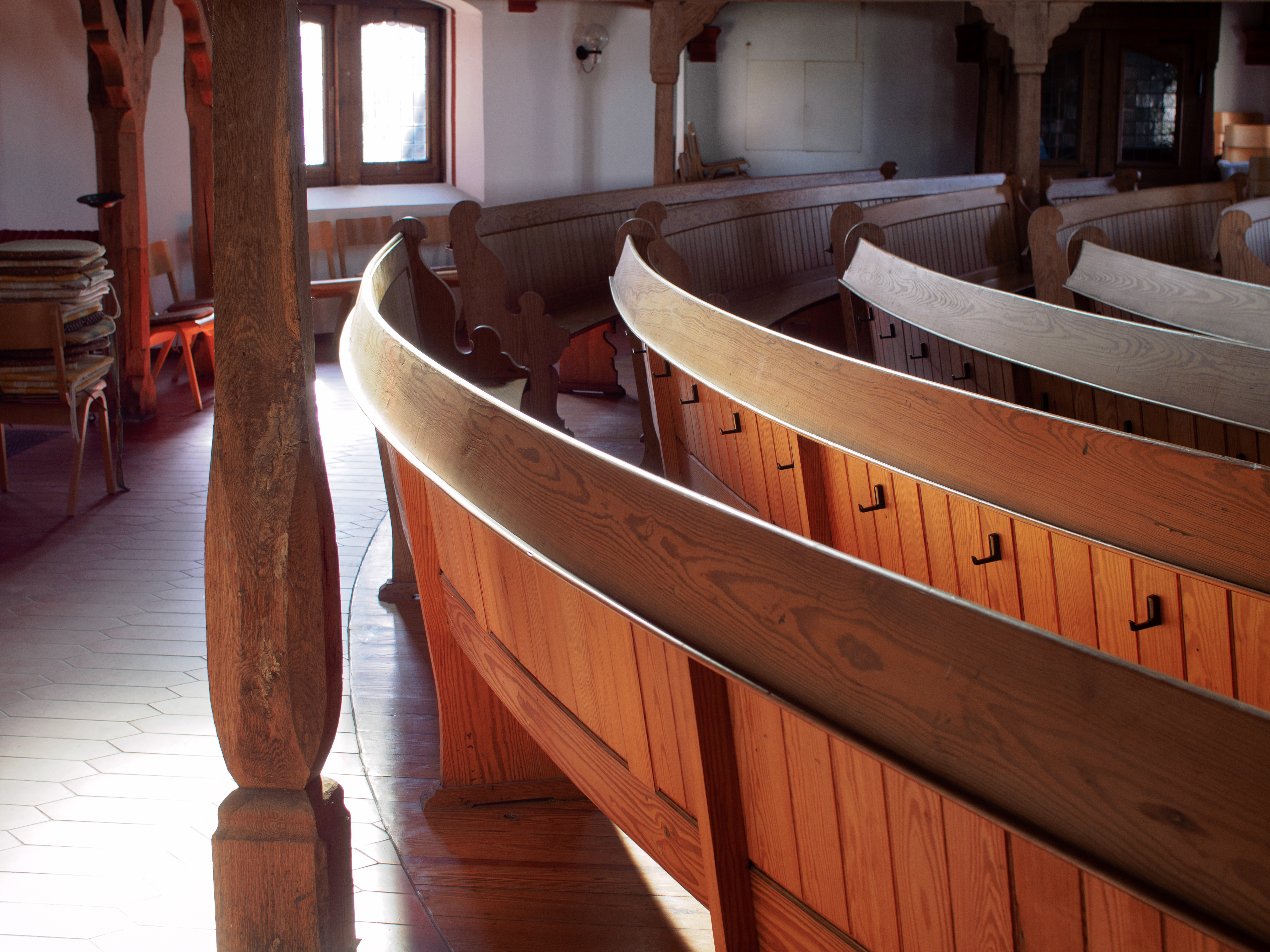
Kirchenbänke

1903 wurde unter der Leitung des langjährigen Pfarrers Albert Hackenberg (1878–1912), Präses der Rheinischen Synode und preußischen Landtagsabgeordneten, das baufällige mittelalterlich Kirchenschiff abgerissen. Es wurde durch einen Neubau des Architekten und ersten Leiters des Baumamts der Evangelischen Kirche im Rheinland, August Senz ersetzt. Die Kirche ist ein aus unverputzten Bruchsteinen errichteter Achteckbau mit kreuzförmigen Anbauten und einem Zeltdach. Am 1. August 1904 konnte der neue Kirchenbau eingeweiht werden. Der Zentralbau verband Tradition und Moderne, indem er viele Bauteile des Vorgängerbaus in sich aufnahm und gleichzeitig den Vorstellungen des damaligen protestantischen Kirchenbaus Rechnung trug.
Von der Ausstattung des Vorgängerbaus sind der spätgotische pokalförmige Taufstein, die 1601 datierte Empore und die um 1700 gefertigte Kanzel mit gedrehtem Fuß in den Neubau übernommen worden. Ebenso ein geschweiftes Schutzdach vor dem Eingang.

## Orgel

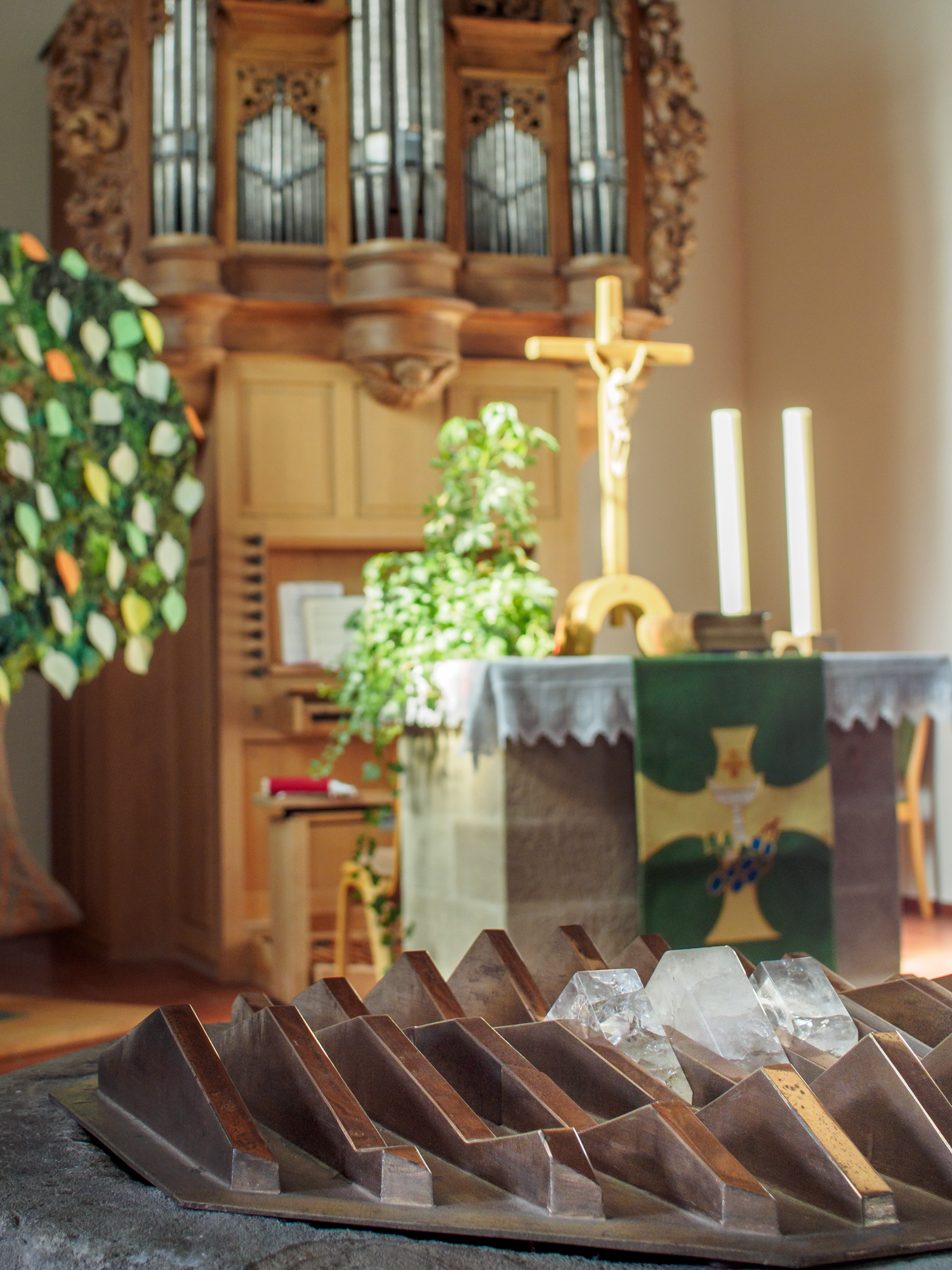
Altar und Orgel

Die Orgel von 1737 und 1782 erweiterte Orgel der Orgelbauerfamilie Stumm stammt ebenfalls aus dem Vorgängerbau. Sie wurde im Neubau hinter den Altar versetzt und 1904 stark verändert.

## Turm

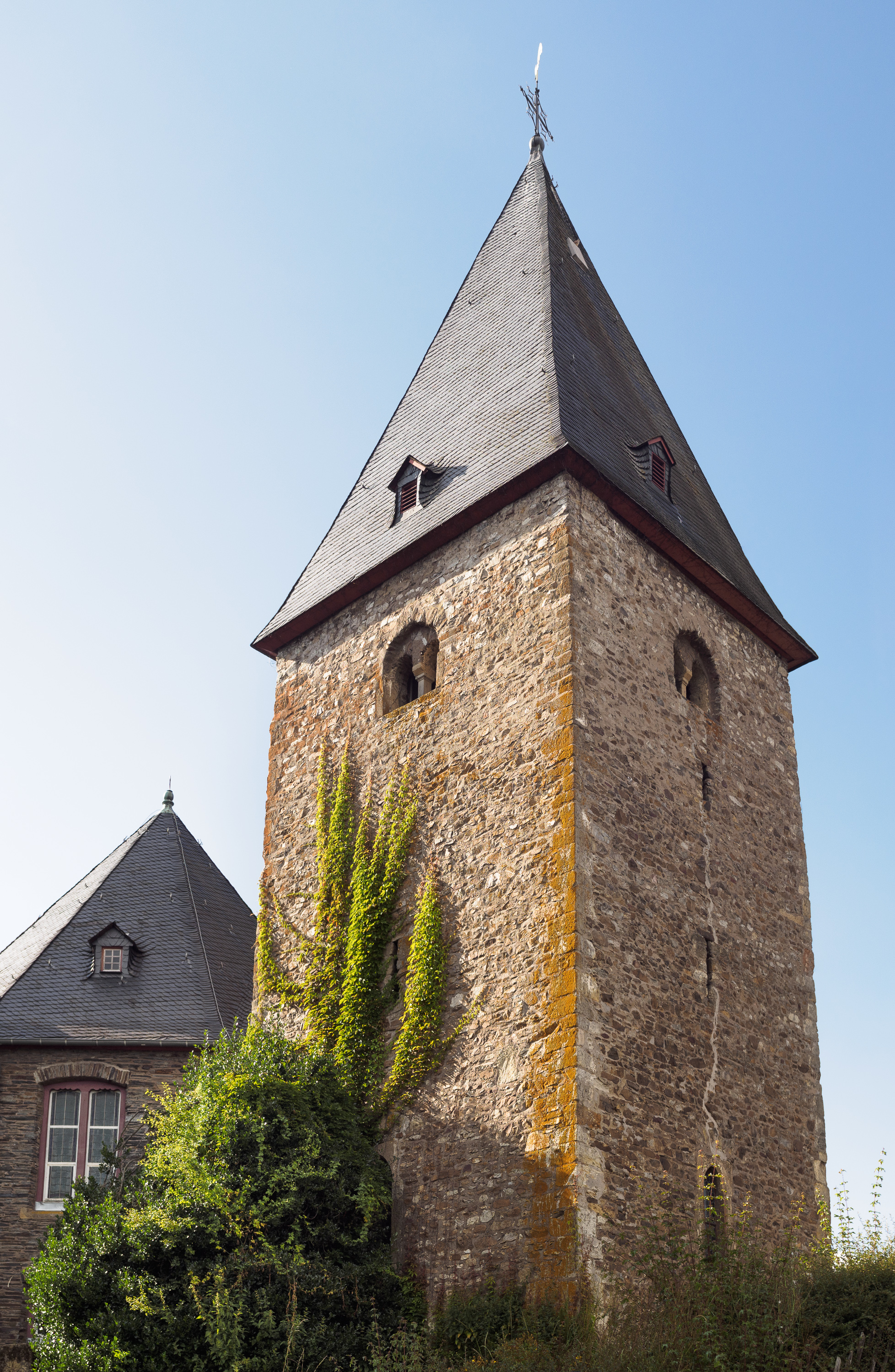
Turm

Der heutige, vermutlich aus der 2. Hälfte des 13. Jahrhunderts stammende Kirchturm ist der ehemalige Chorturm von 1290 des Vorgängerbaus. Der Turm steht heute östlich der Kirche und ist mit dieser durch einen Anbau verbunden. Der ungegliederte Turm besteht aus heute unverputztem Bruchsteinmauerwerk. Im Glockengeschoss befinden sich Schallfenster in Form gekuppelter Rundbogenarkaden. Das Pyramidendach stammt aus der Zeit um 1600. Innen im Erdgeschoss des Turms, dem Chor des Vorgängerbaus, befinden sich gotische Fresken aus dem 14. Jahrhundert. Sie zeigen Majestas Domini, Evangelisten und Heilige. Dort war auch ein römischer Viergötterstein.

Fresken
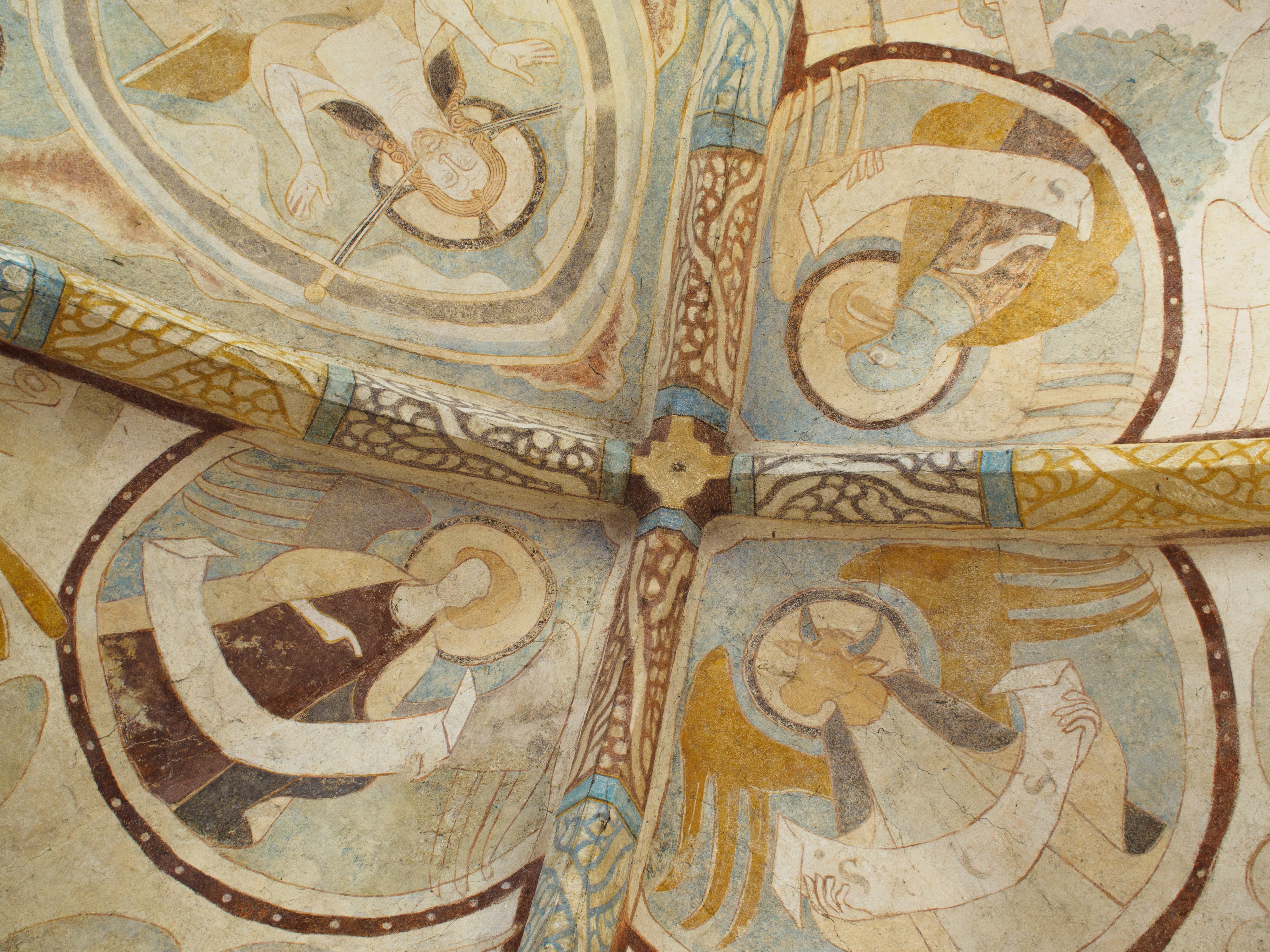
Gotische Fresken im Gewölbe des Turms
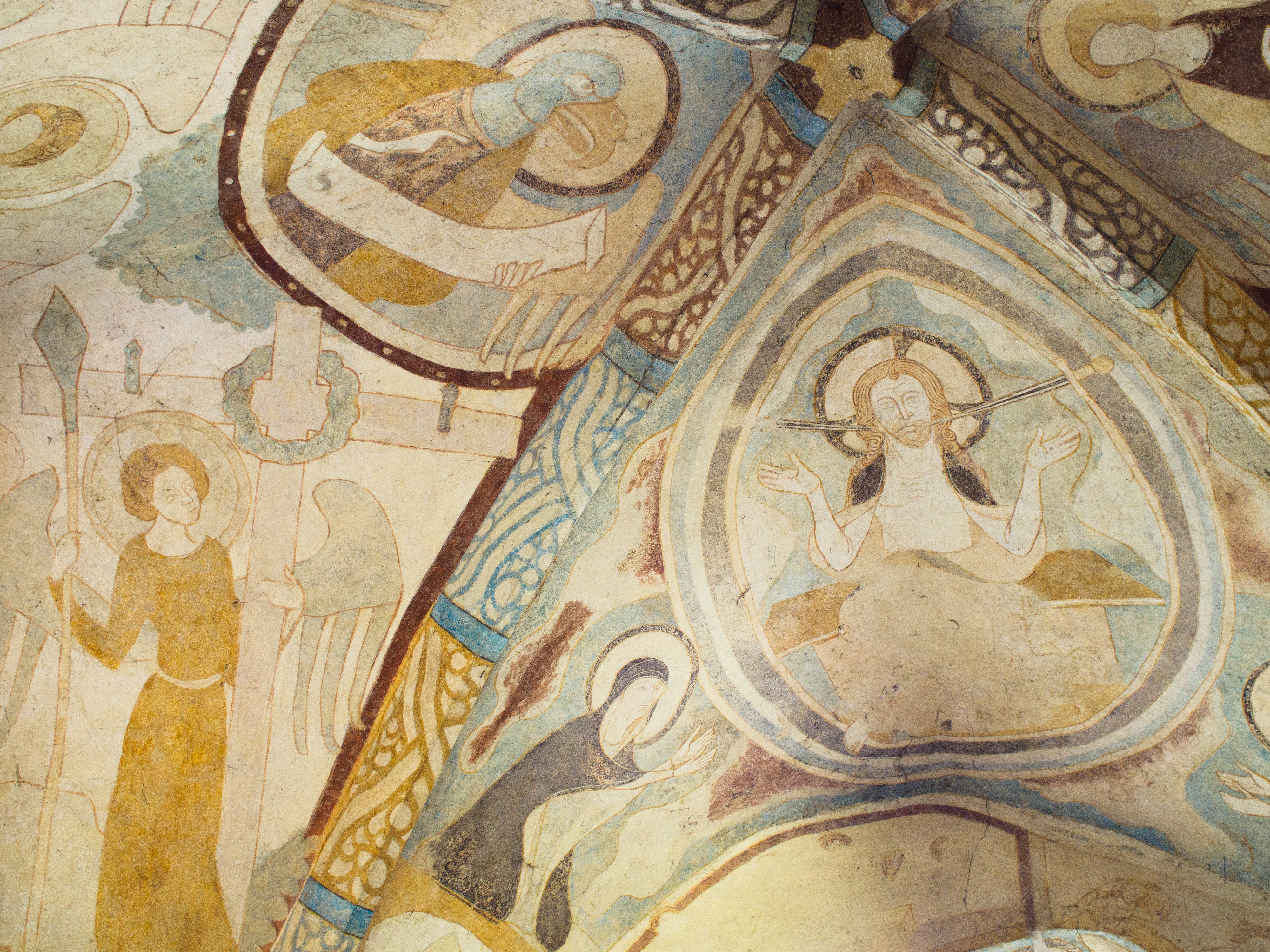
Gotische Fresken im Gewölbe des Turms
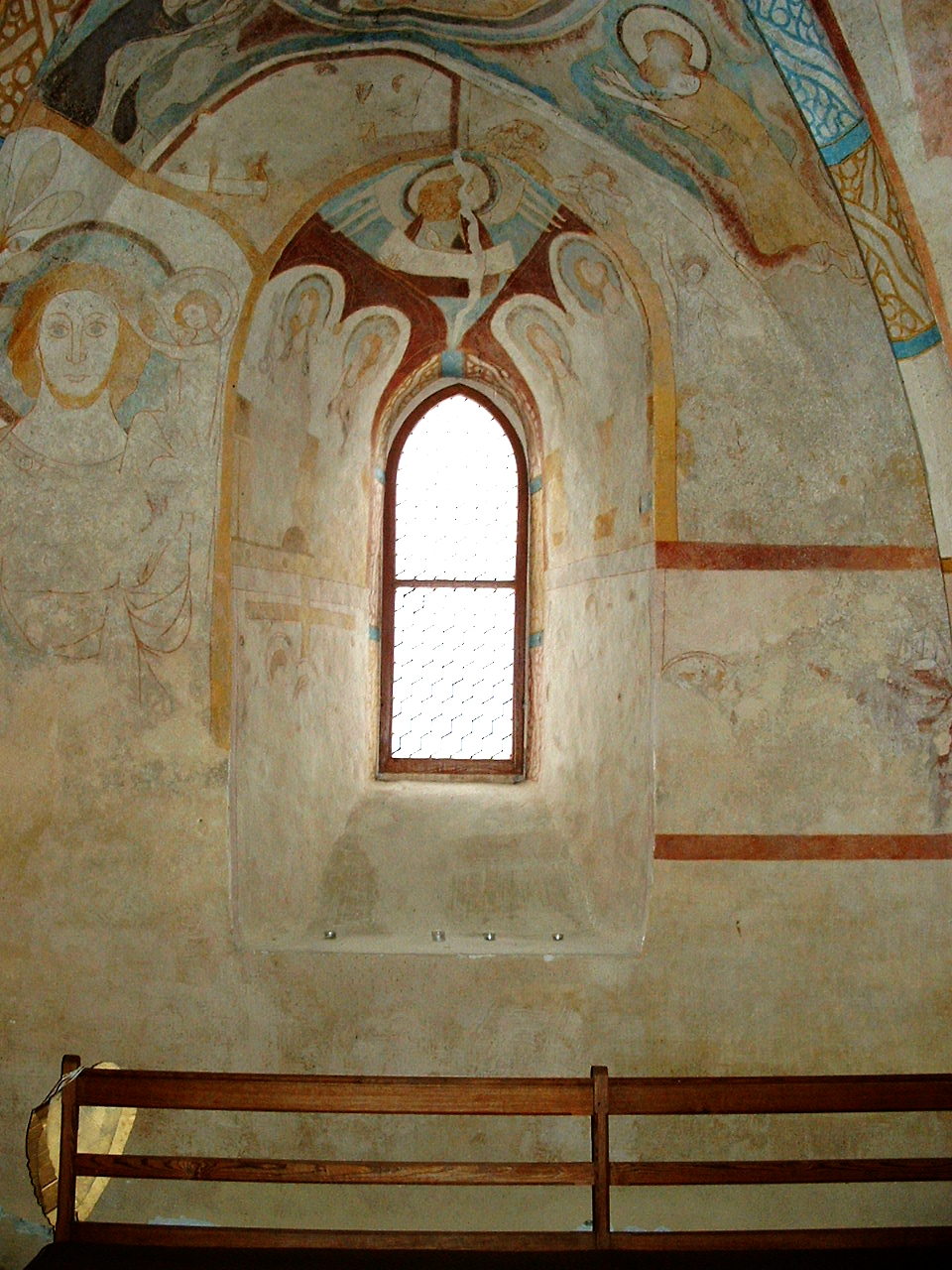
Gotische Fresken an der Seitenwand des Turms
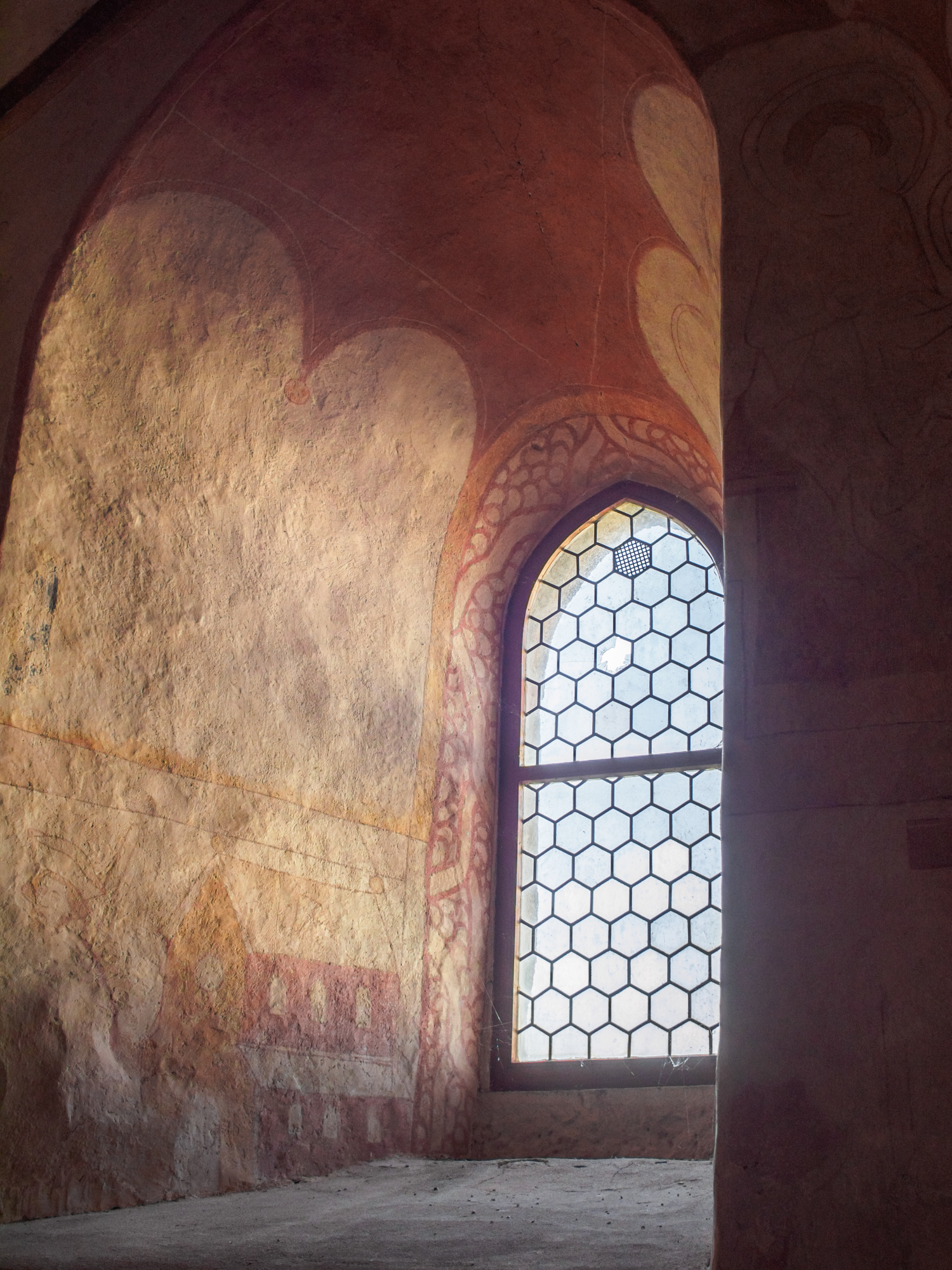
Fenster

## Glocken
Die Kirche besitzt ein Geläut aus drei Glocken. Die älteste Glocke stammt nach Art und Form der Krone wahrscheinlich aus dem 13. Jahrhundert und könnte nach der Fertigstellung des Turms gegossen worden sein, die zweite hat die Inschrift KERSTGEN VON ONCKEL GUSZ MICH ANNO 1595 und stammt aus der Zeit des Umbaus nach der Reformation. Die dritte Glocke von 1628 ist dem heiligen Wolfgang gewidmet und ist ein Hinweis auf die katholische Gemeinde, die sich in Hottenbach während des Dreißigjährigen Kriegs etablierte.

## Nutzung
Die Kirche ist eine von zwei Kirchen der Evangelischen Kirchengemeinde Hottenbach-Stipshausen und wird für Gottesdienste genutzt. In Hottenbach steht neben der Kirche und dem Pfarrhaus ein eigenes Gemeindehaus zur Verfügung. Seit 2011 besteht eine Verbindung der Gemeinde Rhaunen-Hausen mit Hottenbach-Stipshausen. In der Gemeinde existieren neun Predigtstätten. Der Sitz des Pfarrers ist in Hottenbach. Gottesdienste finden etwa alle zwei Wochen statt.